# Philenora malthaca
Philenora malthaca är en fjärilsart som beskrevs av Turner 1944. Philenora malthaca ingår i släktet Philenora och familjen björnspinnare. Inga underarter finns listade i Catalogue of Life.